# Celso Vázquez Ramírez
Celso Vázquez Ramírez (Hueyapan, Veracruz; 28 de julio de 1913-?) fue un militar y político mexicano, miembro del Partido Revolucionario Institucional (PRI). Paralelamente a su carrera militar, tuvo una carrera política que lo llevó a ser tres veces diputado federal.

## Biografía
Realizó sus estudios de primaria en Tlacotalpan, los de secundaria en Alvarado y de preparatoria en el puerto de Veracruz. Es egresado del Heroico Colegio Militar, donde estudió de 1938 a 1941 y del que de forma posterior se desempeñó como profesor. Fue miembro del Partido Nacional Revolucionario desde el 10 de agosto de 1938, y de sus sucesores el Partido de la Revolución Mexicana y el PRI. 
En su carrera militar, de 1946 a 1952 fue jefe de Servicios del Estado Mayor Presidencial, alcanzó el rango de coronel el 17 de diciembre de 1957, fue subdirector del departamento de Armas y Municiones de la Secretaría de la Defensa Nacional (SEDENA), comandante del 1er batallón de Infantería, director de Artillería en la Secretaría de Marina (SEMAR) y director de Infantería en el SEDENA. Alcanzó el rango de general de división.
Fue elegido por primera ocasión diputado federal en representación del Distrito 11 de Veracruz a la XLIV Legislatura de 1958 a 1961. En esta legislatura fue miembro de las comisiones de Asuntos Forestales; primera de Defensa; de Materiales de Guerra; de Asistencia Social; y, de Gestoría y Quejas. Por segunda vez fue diputado federal, pero esta vez por el Distrito 13 de Veracruz a la XLVII Legislatura de 1967 a 1970 y en la que fue integrante de las comisiones de Comercio Interior; primera de Defensa; de Industria Militar; de Relaciones Exteriores; y, de Justicia Militar.
De 1979 a 1982 fue diputado federal suplente por el mismo distrito 13, sin haber sido llamado a ejercer el cargo y en 1982 fue por tercera ocasión diputado propietario, representando al 13 distrito de Veracruz en la LII Legislatura que concluyó en 1985. En esta ocasión en la Cámara de Diputados fue integrante de las comisiones de Información; de Gestoría y Quejas; de Defensa Nacional; y, de Turismo.
Su hijo Octavio Vázquez Enríquez fue cónsul general de México en Denver, Estados Unidos, de 1978 a 1980.